# Kilátó
A kilátó vagy kilátótorony olyan építmény, amely lehetővé teszi az azt körbevevő, alacsonyabban fekvő tereprészek megszemlélését. A világítótoronynak is gyakran van ilyen funkciója. A turisztikát, vadászatot illetve a katonai megfigyelést szolgáló kilátók általában fém- vagy faszerkezetek. A kilátókat általában magasabb hegyek tetejére építik; sokszor gyönyörű panorámában lehet része annak, aki a kilátóban tartózkodik.

## Híres kilátók
- Eiffel-torony
- János-hegyi kilátó
- Bodrogkeresztúri kilátó – az ország legalacsonyabb kilátója, 40 cm magas[1][2][3]
- Kozmáry-kilátó
- Pécsi tévétorony

## Képgaléria

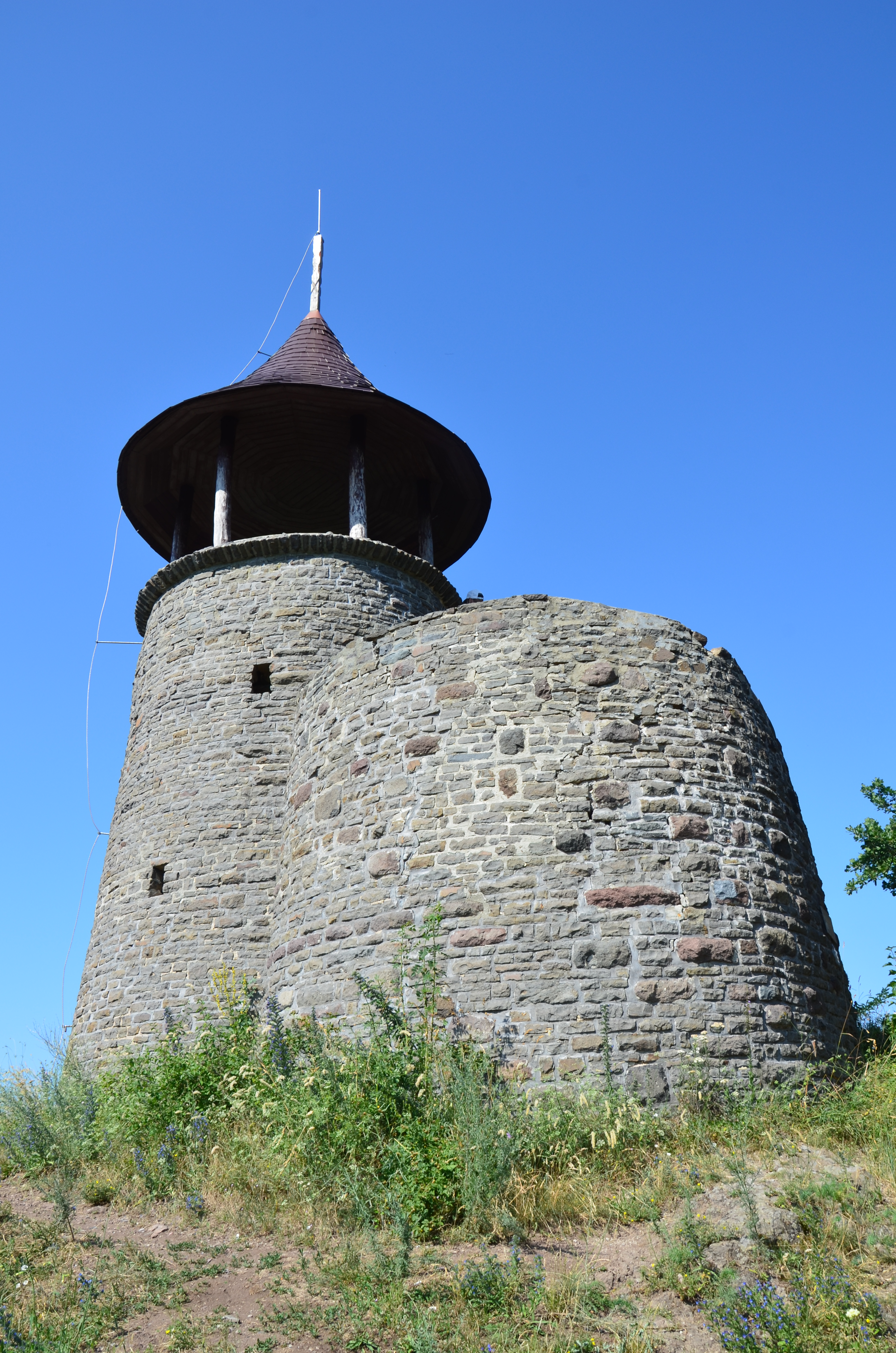
A Kozmáry-kilátó
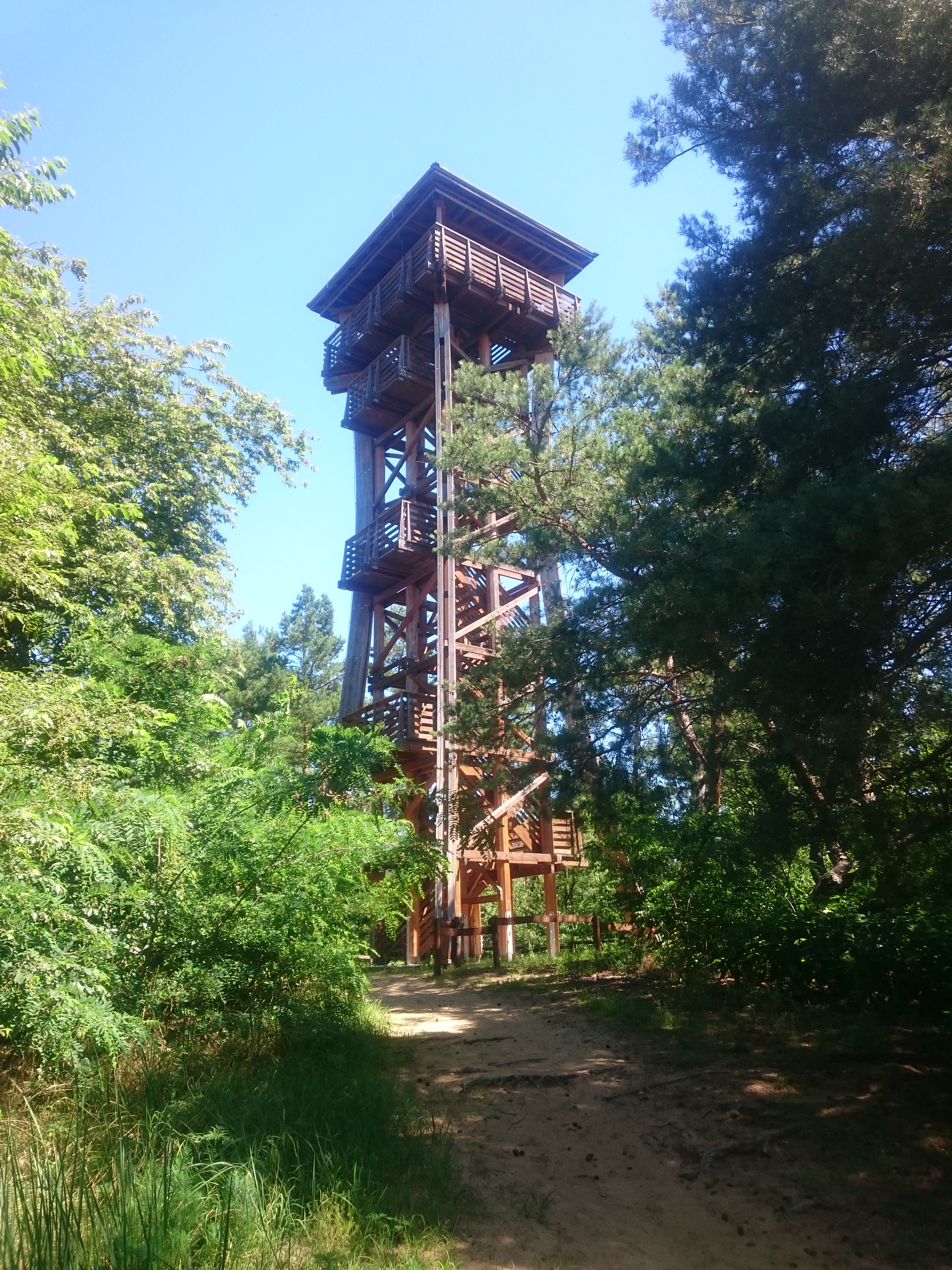
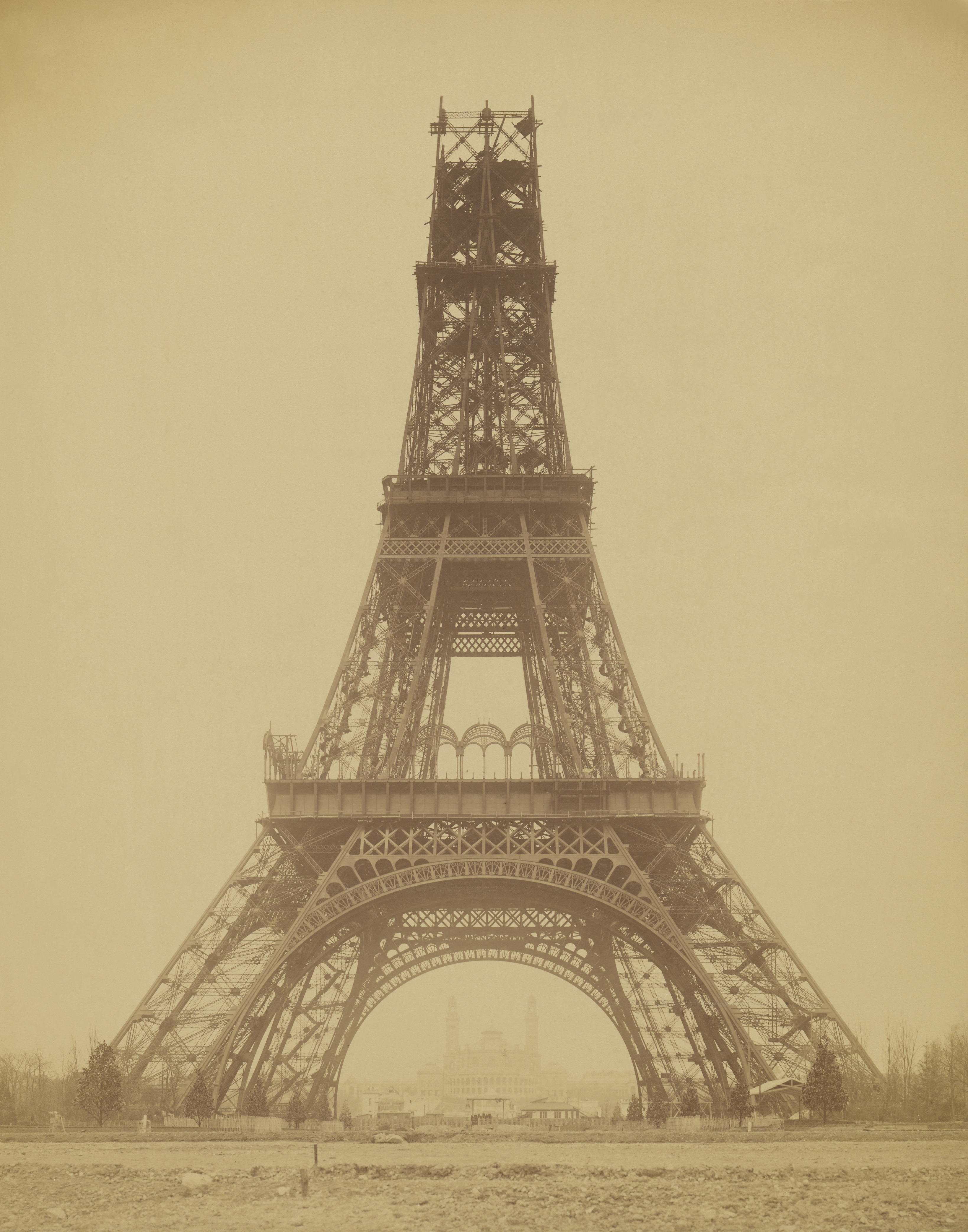
A párizsi Eiffel-torony építés alatt (1888)
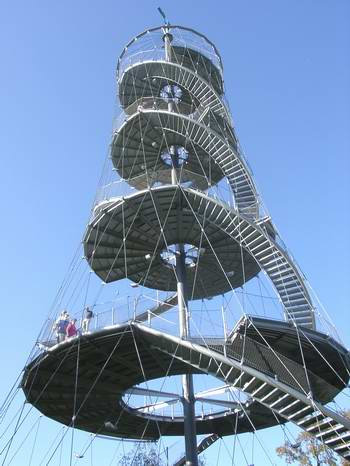
A 42 m magas Killesbergturm Stuttgartban